# Undertale
Undertale (cách điệu là UnderTale hay UNDERTALE) là trò chơi điện tử nhập vai của Hoa Kỳ được phát triển và phát hành bởi Toby Fox. Trong trò chơi, người chơi hóa thân vào đứa trẻ vô tình rơi xuống một thế giới dưới lòng đất rộng lớn và hẻo lánh, chia cắt với thế giới bên ngoài bằng rào chắn phép thuật. Người chơi gặp rất nhiều quái vật khác nhau trong khi đi tìm đường đi lên mặt đất, và trong hệ thống chiến đấu, người chơi sẽ điều khiển một trái tim (linh hồn) để tha thứ hoặc hạ gục một con quái vật. Những quyết định đó sẽ làm thay đổi cốt truyện, làm thay đổi những đoạn đối thoại, những nhân vật, và tình tiết theo sau nó.

## Lối chơi
Undertale là trò chơi nhập vai sử dụng hệ thống góc nhìn từ trên-xuống và chơi theo lượt. Trong trò chơi, người chơi điều khiển một nhân vật và hoàn tất các mục tiêu để tiếp tục câu chuyện. Người chơi sẽ đi khám phá thế giới dưới lòng đất, và bắt buộc phải giải tất cả các câu đố trên đường đi của họ. Thế giới dưới lòng đất là nhà của những con quái vật, và nhiều trong số chúng sẽ thách đấu người chơi; người chơi sẽ quyết định giết, tha, hoặc làm bạn với chúng.
Khi người chơi chạm trán với những con quái vật, người chơi sẽ vào chế độ chiến đấu. Trong suốt trận đấu, người chơi sẽ điều khiển một trái tim, đại diện cho linh hồn, và tránh những đợt tấn công của các con quái vật. Trong quá trình chơi, những thứ mới sẽ xuất hiện, như boss (hay trùm, ông chủ) sẽ chiến đấu với bạn. Người chơi có thể tấn công quái vật để nhận số điểm EXP (viết tắt của "execution point") dựa trên số lượng quái vật người chơi đã giết, lên LV (viết tắt cho "Level Of Violence", thay vì là "Level" như những game khác thường dùng), và vàng. Hoặc thay vào đó, người chơi có thể dùng ACT (hành động) và MERCY (tha thứ) để không tấn công quái vật. Nếu người chơi chọn đúng những mục trong ACT phù hợp với mỗi quái vật, họ có thể tha thứ cho chúng thay vì giết chúng. Và cũng tương tự như vậy với boss, người chơi phải sống sót cho đến khi đoạn hội thoại xuất hiện. Cốt truyện của trò chơi phụ thuộc vào cách người chơi giết hoặc tha thứ những con quái vật; người chơi có thể quyết định không giết một con quái vật nào, hoặc giết hết những con quái vật trên đường đi.
Quái vật sẽ nói chuyện với người chơi trong suốt trận đấu, và trò chơi sẽ nói cho người chơi biết những con quái vật đó sẽ cảm thấy thế nào và hành động ra sao. Cách thức tấn công của quái vật phụ thuộc vào cách người chơi tương tác với chúng: người chơi không dùng bạo lực, sự tấn công của chúng sẽ yếu đi, và tương tự nếu dùng bạo lực thì chúng sẽ mạnh lên. Khi người chơi reset (tái khởi động lại) trò chơi, những cuộc đối thoại sau này sẽ bị thay đổi phụ thuộc vào cách bạn chơi trước đó.

## Cốt truyện
Undertale đặt bối cảnh dưới lòng đất trong một ngọn núi tên Ebott. Trước kia, hai dòng tộc Con người và Quái vật chung sống vui vẻ với nhau trên mặt đất. Đến một ngày, con người nổ ra một cuộc chiến với dòng tộc kia, họ chiến thắng và giam cầm quái vật xuống lòng đất bằng một rào chắn (có tên là "Barrier" trong trò chơi) được niêm phong. Bất cứ ai có thể vào nhưng không thể thoát ra. Một đứa trẻ (người chơi tự đặt tên, nhưng sau này được đặt tên là "Frisk") đã rơi xuống lòng đất và gặp Flowey, một bông hoa có vai trò giới thiệu cho người chơi cách thức hoạt động của trò chơi, cho biết "LV" là "LOVE" (thật ra là Level Of ViolencE) và cách để thu nhận "EXP" là giết quái vật. Khi Flowey cố chiếm đoạt linh hồn của đứa trẻ, cậu đã bị Toriel ngăn chặn - một quái vật có hình dạng giống dê. Toriel muốn đứa trẻ giải quyết những câu đố và vượt qua lòng đất mà không giết bất kỳ ai. Toriel nhận đứa trẻ làm con nuôi của bà, để bảo vệ con người này khỏi Asgore Dreemurr, vị vua của lòng đất.
Đứa trẻ quyết ra khỏi nhà Toriel và đến lâu đài của Asgore, nơi có rào chắn nối lên mặt đất. Trên chuyến hành trình, người chơi gặp vô vàn quái vật, như hai anh em thuộc nhà xương Sans và Papyrus, hai người có nhiệm vụ canh gác lòng đất. Undyne là đội trưởng đội cận vệ hoàng gia. Alphys, một nhà khoa học làm việc cho hoàng gia và Mettaton, một con robot và là một ngôi sao truyền hình do Alphys tạo ra. Người chơi có hai lựa chọn là điều khiển đứa trẻ giết hoặc tha khi gặp một quái vật. Suốt hành trình, người chơi được hiểu thêm về cuộc chiến của con người và quái vật. Asriel, con của Asgore và Toriel cũng như vị hoàng tử của lòng đất, đã làm bạn với con người rơi xuống đầu tiên (Chara), và được gia đình hoàng gia nhận nuôi. Một ngày, đứa trẻ này và Asriel làm món bánh nướng bơ đường-bánh quế, Chara đã cho nhầm hoa mao lương trong khi làm chiếc bánh, Asgore đã ăn bánh mà Chara và Asriel làm. Sau đó, vị vua Asgore đã bị ốm. Vị vua muốn mọi quái vật có thể lên mặt đất. Asriel có một năng lực đặc biệt: Khi kết hợp với linh hồn của Chara, thì Asriel có thể phá vỡ rào chắn. Chara tự nguyện ăn một bông hoa mao lương. Trước khi qua đời, đứa trẻ muốn nhìn thấy hoa từ làng của mình. Vì vậy, Asriel đã đưa Chara đến làng, trước đó hợp nhất linh hồn của hai người lại để phá vỡ Barrier. Mọi người ở làng hoảng sợ vì thấy quái vật, nên đã giết Asriel. Asgore và Toriel đã mất 2 đứa con trong một đêm. Sau sự việc ấy, lần lượt, 6 con người khác rơi xuống núi Ebott, và họ đều bị giết và linh hồn của họ đều được thu thập, nhằm phá vỡ Barrier bằng 7 linh hồn con người. Cốt truyện của game bắt đầu từ lúc mà đứa trẻ mà người chơi điều khiển rơi từ trên đỉnh Ebott xuống, khiến cho chúng ta trở thành con người thứ 8 rơi xuống đây.
Cách người chơi giải quyết những trận đấu với quái vật dẫn đến nhiều kết thúc (ending) khác nhau. Có ba tuyến đường chơi chính gồm Genocide Route (Tuyến đường Diệt chủng), Neutral Route (Tuyến đường Trung lập) và True Pacifist Route (Tuyến đường Hoà bình Thực sự).

### Genocide Route (Tuyến đường diệt chủng)
Để hoàn thành Genocide Route, người chơi cần giết hết những quái vật trên đường đi (kể cả quái vật phụ), thậm chí phải tìm kiếm và giết toàn bộ quái vật trên mỗi khu vực chính cho đến khi dòng chữ "But nobody came." ("Nhưng không có ai cả") hiện ra. Khi đến lâu đài của Asgore, đứa trẻ (người chơi) sẽ bị chặn đường bởi Sans tại Toà Phán quyết (Judgement Hall). Tại đây, người chơi được cho biết rằng LV thực sự có nghĩa là cấp độ bạo lực (Level of Violence), thay vì định nghĩa "Level/Cấp" mà nhiều người chơi hiểu lầm, và EXP là điểm hành sát, (Execution Point), thay vì "Experience Point/Điểm kinh nghiệm" mà nhiều trò chơi cũng sử dụng. Nếu hai chỉ số trên càng cao tức là người chơi càng giết nhiều quái vật. Sau đó, Sans sẽ trả thù cho mọi người bằng việc đưa người chơi vào một trận chiến sống còn với Sans. Nếu đánh bại được Sans, người chơi coi như đã thắng (Asgore sẽ bị giết ngay khi người chơi bước vào trận đấu, Flowey bị giết khi người chơi nhấn bất kì nút hành động nào). Sau đó, người chơi sẽ gặp lại người đầu tiên rơi xuống Underground (tên được người chơi đặt khi khởi động lần chơi mới, nhưng "tên gọi thực sự" là Chara) và người chơi sẽ được Chara hỏi có muốn phá hủy và chuyển đến một thế giới mới hay không. Nếu người chơi đồng ý, thế giới sẽ bị hủy diệt và Chara nói "sẽ ở bên người chơi mãi mãi." Nếu người chơi không đồng ý, Chara sẽ tiến đến gần màn hình và gây nên một jumpscare, dẫn đến sự hủy diệt của thế giới mà không quan trọng người chơi có đồng ý hay không. Tuyến đường này kết thúc tại đây.
Tuyến đường Genocide này còn có một vài hậu quả trong trò chơi nữa, sau khi người chơi RESET lại quá trình.

### Neutral Route (Tuyến đường Trung Lập)
Đây là một trong ba tuyến đường chính của trò chơi, và là tuyến đường mà người chơi phải đạt được để bắt đầu True Pacifist Route (Tuyến đường Hoà bình Thực sự). Tuyến đường này sẽ được thực hiện nếu người chơi không đạt đủ điều kiện để bước vào Genocide Route (tha hoặc chạy khỏi một quái vật; hoặc không tìm và giết tất cả) hay True Pacifist Route. Lúc này, người chơi sẽ đến được lâu đài, bước vào Tòa Phán quyết (Judgement Hall) và Sans sẽ nhận xét về người chơi, tùy vào số lượng quái vật mà người chơi đã giết chết.
Người chơi bước qua Sans, đi sâu vào trong lâu đài và gặp Asgore Dreemurr. Khi này người chơi bị buộc phải chiến đấu với Asgore trong một trận chiến một mất một còn vì ông không chấp nhận được tha thứ (ông đã phá vỡ nút MERCY để tha thứ cho quái vật trong giao diện chiến đấu). Khi Asgore đã cạn kiệt sức lực, người chơi sẽ chọn để giết ông hay không. Dù người chơi có tha thứ cho Asgore hay không, Flowey vẫn sẽ nhảy ra và giết chết Asgore.
Không phụ thuộc vào việc người chơi có tha cho Asgore, Flowey vẫn sẽ hấp thụ linh hồn của 6 con người mà Asgore đã thu thập. Vì không đủ linh hồn nên Flowey không thể trở lại là Asriel Dreemurr giống như trong True Pacifist Route, mà biến thành Photoshop Flowey (cũng gọi là Omega Flowey), một con quái vật kì dị và đáng sợ với những hình ảnh giống như ảnh đời thật, khác với những hình được tạo ra từ các pixel và theo trường phái pixel-art trong suốt toàn bộ Undertale. Trong suốt cuộc chiến, người chơi tìm thấy và đi vào thanh ACT (hành động) và nhận được sự trợ giúp từ những linh hồn con người, cũng như FIGHT để đánh lại Photoshop Flowey. Khi đã nhận được sự giúp đỡ của toàn bộ các linh hồn con người, cũng như hết thanh máu, Photoshop Flowey sẽ mất hết toàn bộ sức mạnh và bị người chơi đánh bại. Người chơi sẽ lựa chọn để tha thứ, hoặc giết chết Flowey. Nếu tha thứ cho Flowey, người chơi sẽ đạt được đủ điều kiện để bắt đầu True Pacifist Route.
Nếu người chơi đã từng đánh bại Photoshop Flowey một lần, vào các lần chơi tiếp theo, Flowey vì biết sẽ không thể thắng người chơi nên sẽ chỉ hấp thụ 6 linh hồn rồi bỏ chạy. Người chơi sẽ không cần phải chiến đấu lần nữa với Photoshop Flowey. Sau đó, người chơi nhận được cuộc gọi của Sans.
Tùy vào việc Flowey có bị giết chết hay chưa, nếu được tha thứ, Flowey sẽ đưa ra lời khuyên cho người chơi phụ thuộc vào những gì người chơi đã làm (chỉ sau khi trận chiến diễn ra và chắc chắn không diễn ra nếu Flowey bỏ chạy).
Sau đó, người chơi có thể đi qua rào chắn phép thuật, ra ngoài thế giới mặt đất, kết thúc Neutral Route. Số phận của thế giới lòng đất sau đó phụ thuộc vào những gì mà người chơi đã làm, được kể lại bằng một cuộc gọi của Sans qua chiếc điện thoại mà Toriel đã đưa cho người chơi (có thể có những quái vật khác nói chuyện với người chơi phụ thuộc vào việc họ đã chết hay chưa hoặc đạt được các điều kiện đặc biệt). Điểm chung là Asgore sẽ biến mất "bí ẩn" và tùy vào số lượng quái vật bị giết và những quái vật quan trọng đã chết hay chưa mà những quái vật khác nhau sẽ lên ngôi vua và cai trị Underground theo những cách khác nhau, thân thiện hay thù địch với loài người, trở nên trật tự hay hỗn loạn.

### True Pacifist Route (Tuyến đường Hoà bình Thực sự)
Trước tiên, để bắt đầu tuyến đường này, người chơi cần phải hoàn thành Neutral Route (Tuyến trung lập) và tha cho Flowey trong tuyến đó, rồi bắt đầu chơi lại. Điều này có nghĩa là người chơi không thể hoàn thành True Pacifist Route từ lần chơi đầu tiên. Tuyến đường này yêu cầu người chơi không được phép giết bất kì quái vật nào, ngoài ra, phải làm bạn với các quái vật (Papyrus, Undyne, Alphys) và vào trong True Lab, phòng thí nghiệm bí mật của Alphys, nơi cung cấp nhiều thông tin về cốt truyện của trò chơi.
Sau khi đến lâu đài, nơi có cánh cổng dẫn tới thế giới trên mặt đất, người chơi sẽ gặp Asgore Dreemurr, vị vua của Underground và bước vào cuộc chiến với ông. Nếu các yêu cầu trên đã đạt được, các quái vật sẽ đến và giải thích với Asgore về lòng tốt của người chơi; làm cho Asgore bị cảm hóa và chấp nhận tha thứ cho con người. Lúc này, Flowey đã hấp thụ các linh hồn mà Asgore thu thập được, rồi hấp thụ thêm tất cả linh hồn của quái vật đang ở trong lâu đài. Khi đó, chúng ta mới biết rằng Flowey là Asriel Dreemurr, con trai của Toriel và Asgore. Rồi người chơi sử dụng sức dụng ACT (Hành động), gợi nhớ lại các kỉ niệm và tình bạn với các quái vật và cứu chúng. Sau khi cứu được toàn bộ quái vật, người chơi và các quái vật đã cứu rỗi Asriel, giải phóng 6 linh hồn. Asriel sau đó sử dụng 6 linh hồn con người và toàn bộ linh hồn quái vật để phá bỏ rào chắn phép thuật, cho phép toàn bộ quái vật bước ra thế giới bên ngoài. Kết thúc tuyến đường Hòa bình Thực sự, người chơi và các quái vật ngắm nhìn hoàng hôn trên mặt đất, và dòng credit hiện ra.
Nếu người chơi, tuy không giết bất kì quái vật nào nhưng không hoàn thành toàn bộ các yêu cầu trên (không làm bạn với Papyrus, Undyne, Alphys; không bước vào True Lab; chưa hoàn thành Neutral Route hoặc đã hoàn thành Neutral Route nhưng không tha thứ cho Flowey), người chơi không thể đạt được True Pacifist Route. Lúc này, tuyến đường của người chơi được gọi là Pacifist Route (Tuyến đường Hòa bình), một nhánh của Neutral Route (Tuyến đường Trung lập).

## Nhân vật

### Nhân vật chính
- Frisk[11]
- Flowey[12]
- Toriel[13]
- Papyrus[14]
- Undyne (Chỉ riêng Tuyến đường Hòa bình Thực sự & Trung lập)[15]
- Alphys (Chỉ riêng Tuyến đường Hòa bình Thực sự & Trung lập)[16]
- Mettaton[17]
- Mettaton EX (Chỉ riêng Tuyến đường Hòa bình Thực sự & Trung lập)[17]
- Asgore (Chỉ riêng Tuyến đường Hòa bình Thực sự & Trung lập)[18]
- Photoshop Flowey (Chỉ riêng Tuyến đường Trung lập)[12]
- Asriel Dreemurr (Chỉ riêng Tuyến đường Hòa bình Thực sự)
- Undyne the Undying (Chỉ riêng Con đường diệt chủng)[15]
- Mettaton NEO (Chỉ riêng Con đường diệt chủng)[17]
- Sans (Chỉ riêng Con đường diệt chủng)[19]
- Chara (Chỉ riêng Con đường diệt chủng)[20]

### Bán hàng
- Spider Bake Sale
- Nice Cream Guy
- Snowdin Shopkeeper
- Gerson
- Tem Shop
- Sans
- Bratty and Catty
- Burgerpants

### Các NPC
- River Person
- Snowdin NPCs
- Waterfall NPCs
- Hotland NPCs
- MTT Resort NPCs

### Ruins
- Dummy
- Froggit
- Whimsun
- Loox
- Vegetoid
- Migosp
- Moldsmal
- Napstablook
- Toriel

### Snowdin
- Snowdrake
- Ice Cap
- Lesser Dog
- Chilldrake
- Gyftrot
- Doggo
- Dogamy and Dogaressa
- Greater Dog
- Glyde
- Jerry
- Papyrus
- Mad Mew Mew (Chỉ riêng hệ máy Nintendo Switch)
- Anoying Dog(Toby Fox)

### Waterfall
- Aaron
- Woshua
- Moldsmal
- Moldbygg
- Shyren
- Mad Dummy (Neutral/True Pacifist Route)
- Glad Dummy (Genocide Route)
- Temmie
- Monster Kid (Genocide Route)
- Undyne the Undying (Genocide Route)
- Undyne (Pacifist/Neutral)

### Hotland
- Muffet
- Vulkin
- Tsunderplane
- Pyrope
- So Sorry
- Royal Guards:RG01,RG02
- Mettaton

### CORE
- Final Froggit
- Whimsalot
- Astigmatism
- Madjick
- Knight Knight
- Mettaton EX (Neutral/Pacifist)
- Mettaton NEO (Genocide Route)

### Amalgamates
- Memory Head
- Endogeny
- Reaper Bird
- Lemon Bread
- Mẹ của Snowdrake

### Hard Mode
- Dummy
- Froggit
- Final Froggit
- Whimsalot
- Astigmatism
- Moldessa
- Parsnik
- Migospel
- Napstablook
- Toriel

### Khác
- W. D. Gaster

## Phát triển
Toby Fox gần như tự phát triển trò chơi hoàn toàn, bao gồm việc viết kịch bản và biên soạn nhạc nền, với những bức đồ họa vẽ bởi hoạ sĩ Temmie Chang và thêm vào bởi những người khác. Fox ban đầu có kinh nghiệm làm game rất ít ỏi; từ nhỏ, Fox cùng với ba anh em của mình sử dụng RPG Maker 2000 để phát triển một trò chơi nhập vai nhưng không hoàn thành. Fox từng phát triển một số bản ROM hack của trò chơi EarthBound khi còn ở trường. Undertale được truyền cảm hứng từ dòng trò chơi Mother, Mario & Luigi, Touhou Project, Homestuck và chương trình hài của Anh Mr. Bean.
Bắt đầu từ một dự án trên trang gây quỹ Kickstarter, dự án được mở lần đầu vào ngày 25 tháng 6 năm 2013 với mức cần thiết là 5.000 đô la và kết thúc tròn một tháng cùng số quỹ tăng gấp đôi là 51,124 đô với sự ủng hộ của 2,398 người. Undertale được dự định phát hành vào giữa năm 2014, nhưng vì thời gian phát triển kéo dài hơn dự tính, ngày phát hành bị trì hoãn suốt trong một năm tiếp theo. Undertale chính thức ra mắt trên Steam vào ngày 15/9/2015 sau hơn 2 năm 7 tháng phát triển.

## Phát hành
Trò chơi được phát hành cho hệ điều hành Microsoft Windows và macOS vào tháng 9 năm 2015, sau đó cho Linux vào tháng 7 năm 2016. Tương thích cho PlayStation 4 và PlayStation Vita được lên kế hoạch phát hành vào tháng 8 năm 2017, cho hệ máy Nintendo Switch được phát hành vào tháng 9 năm 2018. Fox từng muốn đưa Undertale lên nhiều hệ máy khác, nhưng không thể đưa trò chơi lên hệ máy của Nintendo(trừ Nintendo Switch) vì công nghệ phát triển ra game không hỗ trợ việc đưa trò chơi lên những máy này.
Trong khi phát hành, trò chơi được khen ngợi bởi kịch bản của nó, những yếu tố chủ đề, hệ thống chiến đấu trực quan, những bài nhạc mang tính độc đáo, đến diễn biến đi tới câu chuyện, các cuộc đối thoại, và những nhân vật. Trò chơi được bán ra hơn triệu bản trên Steam, và được nhận nhiều giải thưởng từ một số tờ báo và quy ước. Chương đầu tiên của một trò chơi liên quan, Deltarune, được phát hành vào cuối năm 2018 và Deltarune Chapter 2 được phát hành vào tháng 9 năm 2021

## Đón nhận
Undertale nhận được sự hoan nghênh từ giới phê bình, với những lời khen dành cho kịch bản, nhân vật và lối chơi độc đáo. Trang tổng hợp đánh giá Metacritic chấm trò chơi số điểm trung bình 9/10 dựa trên 43 bài đánh giá. Metacritic xếp hạng Undertale là trò chơi có số điểm cao thứ ba trong những trò chơi phát hành trên hệ máy Windows vào năm 2015, Vào cuối năm 2015, trong một bản cáo cáo dữ liệu của Steam Spy, Undertale là một trong những trò chơi bán chạy nhất trên Steam vào năm đó với 530,343 bản được bán ra. Vào đầu tháng 2 năm 2016, một triệu bản được bán ra và tính tới tháng 7 năm 2018, trò chơi được ước tính có khoảng 3,5 triệu người chơi trên Steam. Doanh số bản kỹ thuật số được bán ra trên hai hệ máy PS4 và PlayStation Vita cũng vượt hơn 100,000 bản tính đến tháng 2 năm 2018.